# Национальный стадион (Лусаил)
Стадион Лузаил Айконик (араб. ملعب لوسيل الدولي‎) — футбольный стадион в катарском городе Лусаиле, построенный к Чемпионату мира по футболу 2022 года.
На стадионе был сыгран финал мирового футбольного первенства.
Вместимость 80 тыс. зрителей (по оф. отчётам, на матчах присутствовало 88 966 зрителей). 2 февраля 2021 года было объявлено о том, что вместимость стадиона после чемпионата мира будет сокращена до 20 000 сидячих мест.

## Чемпионат мира по футболу 2022
На «Национальном стадионе» в общей сложности прошло 10 матчей Чемпионата мира: 
3 матча в группе C, 
2 матча в группе G и 
один матч в группе H. 
Также стадион принял 4 матча в плей-офф: по одному на каждой стадии, в том числе финал.
- Матчи Чемпионата мира по футболу 2022 на «Национальном стадионе» в Лусаиле:

| #  | Дата       | Соперник 1        | Результат | Соперник 2        | Турнир         |
| -- | ---------- | ----------------- | --------- | ----------------- | -------------- |
| 1  | 22 ноября  | Аргентина         | 1:2       | Саудовская Аравия | Групповой этап |
| 2  | 24 ноября  | Бразилия          | 2:0       | Сербия            | Групповой этап |
| 3  | 26 ноября  | Аргентина         | 2:0       | Мексика           | Групповой этап |
| 4  | 28 ноября  | Португалия        | 2:0       | Уругвай           | Групповой этап |
| 5  | 30 ноября  | Саудовская Аравия | 1:2       | Мексика           | Групповой этап |
| 6  | 2 декабря  | Камерун           | 1:0       | Бразилия          | Групповой этап |
| 7  | 6 декабря  | Португалия        | 6:1       | Швейцария         | 1/8 финала     |
| 8  | 9 декабря  | Нидерланды        | 2:2 (3:4) | Аргентина         | 1/4 финала     |
| 9  | 13 декабря | Аргентина         | 3:0       | Хорватия          | Полуфинал      |
| 10 | 18 декабря | Аргентина         | 3:3 (4:2) | Франция           | Финал          |